# Albert López i Mullor
Albert López i Mullor (castellà: Alberto López Mullor)  (Barcelona, 3 de juliol de 1952 - Barcelona, 6 d'abril de 2017) va ser un arqueòleg, investigador i professor universitari català.

## Biografia
Va estudiar a les escoles públiques del barri de Sants, on va néixer, i el 1969 va ingressar a la Facultat de Filosofia i Lletres de la Universitat Autònoma de Barcelona, instal·lada llavors, abans de construir-se el campus de Bellaterra, entre els murs del monestir de Sant Cugat del Vallès. Encara estudiant, va obtenir successives beques de la Diputació de Barcelona per a fer pràctiques en el Museu Arqueològic de Barcelona i col·laborar activament en les excavacions d'Empúries. Acabada la carrera el 1974, en la qual va rebre premi extraordinari de llicenciatura, va estar un temps en el Museu Arqueològic Nacional. De retorn a Barcelona, va encadenar diverses beques del Ministeri d'Educació i Ciència i va intensificar progressivament la seva vinculació amb el Museu Arqueològic de Catalunya, primer com a investigador i més tard com a arqueòleg, a més de ser professor associat del Departament de Prehistòria i Història Antiga de la UAB i a la Universitat de Girona.
Va ocupar plaça definitiva en el Museu Arqueològic barceloní fins al 1984, sota la direcció del doctor Eduard Ripoll i Perelló, a qui sempre va considerar el seu mestre, i que va dirigir anys després a la UNED (1988) la seva tesi doctoral Les ceràmiques romanes de parets fines a Catalunya. El 1984, va ser nomenat responsable del Servei de Patrimoni Arquitectònic Local (SPAL) de la Diputació de Barcelona, des d'on va desenvolupar la seva activitat investigadora i la seva producció científica.
Expert en ceràmica i arquitectura ibèrica, romana i medieval, de 1984 a 2011 els seus treballs de camp van abastar bona part dels jaciments situats a Catalunya, especialment a la província de Barcelona, des d'Empúries fins al Monestir de Sant Llorenç prop Bagà, de la vil·la romana de Els Ametllers al castell de Cubelles al Garraf.
Fruit de les seves recerques, i com a ferm defensor que era de la divulgació de la recerca arqueològica, va publicar gairebé 500 articles científics en revistes especialitzades i va difondre les excavacions que va dirigir, moltes d'elles a través de Quaderns Científics i Tècnics o Monografies, del propi SPAL, o en congressos o conferències nacionals o internacionals. Va formar part de diversos consells de redacció de publicacions científiques, entre les quals destaquen Informació Arqueològica i Empúries, ambdues del Museu Arqueològic de Barcelona, Arqueologia de l'Arquitectura de CSIC-Universitat del País Basc, Arqueologia medieval o Quaderns d’Arqueologia i Història de la Ciutat del Museu d'Història de Barcelona.
Va ser també membre de diverses institucions arqueològiques nacionals i internacionals com l'Istituto Internazionale di Studi Liguri, la Société Française d'Étude de la Céramique Antique en Gaule, l'Asociación Española de Arqueología Medieval, l'Association Internationale pour l'Étude des Céramiques Médiévales et Modernes en Méditerranée, l'Associació Catalana per a la Recerca en Arqueologia Medieval, la European Association of Archaeologists o la Sociedad de Estudios de la Cerámica Antigua en Hispania, entre d'altres. Igualment, fou membre de la Reial Acadèmia Catalana de Belles Arts de Sant Jordi des de 1994.